# Colt Camp Perry Target Pistol
Кольт Кемп Перри (Colt Camp Perry Target Pistol) — однозарядный спортивный пистолет под патрон кольцевого воспламенения .22 LR.
Выпускался компанией Smith & Wesson в 1925—1936 гг. и внешне напоминал револьвер, но на самом деле был однозарядным пистолетом, в котором ствол был соединен с патронником. Для перезаряжания требовалось откинуть шарнирно соединенный с рамой патронник вместе со стволом влево, аналогично тому как перезаряжался барабан револьверов этой марки. Всего было выпущено чуть более 1800 штук.
Ранние модели имели длину ствола в 10 дюймов, позже также использовались 8-дюймовые стволы. УСМ одинарного типа. Патронник калибра .22 LR  также допускал использование схожего с ним патрона .22 short. Существовали две копии калибра  пистолета калибра .38 Special. Вес пистолета с 10-дюймовым стволом составляет 34 1/2 унции (1,19 кг).

## Использование оружия
Как следует из названия Colt Camp Perry Target Pistol, это оружие использовалось как спортивный пистолет ( для пулевой стрельбы) и, возможно, для стрелковой подготовки войск. Стрельбище Camp Perry находится вблизи озера Эри, штат Огайо. Это стрельбище американской национальной гвардии, которое также использовалось как гражданский тир. Считалось, что пистолет такого типа более подходит в качестве спортивного, поскольку в револьверах часть пороховых газов истекает через щель между барабаном и стволом, то есть часть энергии порохового заряда теряется бесполезно и в момент выстрела оси каморы барабана и ствола не соосны.